# Famille de Rasse
 (janvier 2021).
La famille de Rasse est une famille éteinte de la noblesse belge dont le nom subsiste cependant par la famille Gautier de Rasse, descendants des Rasse. 

## Histoire
La famille de Rasse est une famille patricienne de Tournai (Belgique). Elle est originaire de Râches dans le département du Nord. Elle est mentionnée comme premiers seigneurs de Râches au XIIIe siècle. La commune a d'ailleurs pour armoiries celles de ses premiers seigneurs.
Les Rasse ont ensuite émigré dans le Tournaisis. Leur nom, vraisemblablement de Rache à l'origine, a alors beaucoup varié passant par Rage, Raisse, Raysse, Resse, Rasce, etc avant de finalement se fixer à de Rasse ou Derasse.
En 1809, Charles de Rasse, maire de Tournai, est appelé à Paris comme membre de la députation du collège électoral du département de Jemmapes, il en revient avec la croix de la Légion d'honneur et le titre de chevalier de l'Empire.
Denis de Rasse de La Faillerie est nommé au corps d'équestre du Hainaut en 1816, suivi par un acte de preuve, concession de titre de baron par lettres de Guillaume Ier en date du 27 février 1827, titre transmissible à la primogéniture masculine.
Jules de Rasse obtint concession de noblesse héréditaire avec le titre de chevalier en 1844  puis de baron en 1847, titres transmissibles à la primogéniture masculine, et avec extension du titre à tous ses descendants en 1871. Son frère Alphonse obtient quant à lui concession de noblesse héréditaire avec le titre de chevalier en 1844, titre transmissible à la primogéniture masculine, puis de baron en 1861, titre transmissible à la primogéniture masculine, et avec extension du titre à tous ses descendants en 1871.
À la suite d'un arrêté royal du 22 décembre 1885, Adolphe Gautier de Rasse, époux de Léopoldine de Rasse, fille aînée d'Alphonse de Rasse précité, obtient l'autorisation d'adjoindre le nom de son épouse au sien et de le transmettre à ses enfants, Georges et Léopold. La descendance de Georges s'est éteinte en 1996 tandis que celle de Léopold subsiste jusqu'à nos jours.
La famille de Rasse s'est éteinte stricto sensu en 1947 avec la mort de la baronne Henriette de Rasse (1871-1947), fille posthume du baron Henri de Rasse (1845-1870) et de Emilie van Volxem (1850-1929).

## Personnalités
- baron Denis de Rasse de la Faillerie (1762-1839), membre de la Seconde Chambre des États généraux et du Sénat belge, conseiller à la Cour de cassation
- abbé Jean-Baptiste de Rasse (1724-1783), diplomate, ecclésiastique, chanoine de la cathédrale de Tournai, secrétaire intime de l'archiduc Léopold de Habsbourg-Lorraine
- chevalier Charles de Rasse (1774-1818), maire et bourgmestre de Tournai
- baron Jules de Rasse (1808-1883), diplomate, commissaire royal de l'arrondissement de Tournai, membre de la Chambre des représentants de Belgique
- baron Henri de Rasse (1842-1881), voyageur et géographe, membre de la Société centrale de sauvetage des naufragés, membre de la Société de géographie de Paris, membre de la Société des études coloniales et maritimes, membre de l'Académie nationale agricole, manufacturière et commerciale
- baron Alphonse de Rasse (1813-1892), avocat, bourgmestre de Tournai, membre du Sénat de Belgique
- baron Henri de Rasse (1845-1870), avocat à Bruxelles
- Adolphe Gautier de Rasse (1834-1915), magistrat et administrateur de la Sûreté publique

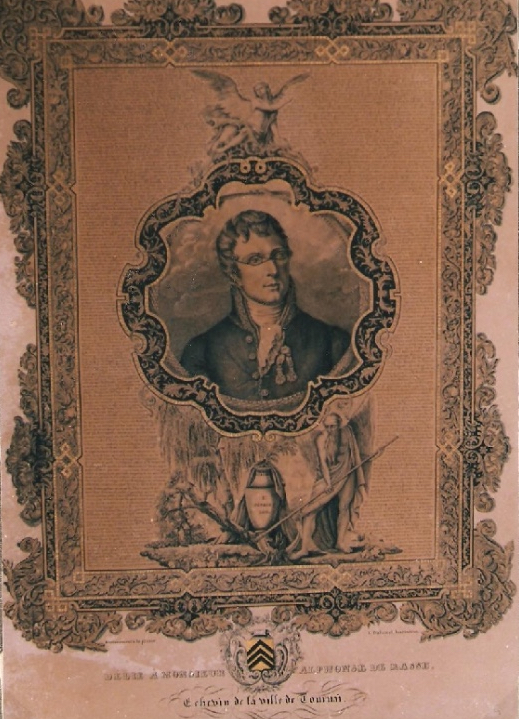
Charles-Henri-Joseph de Rasse
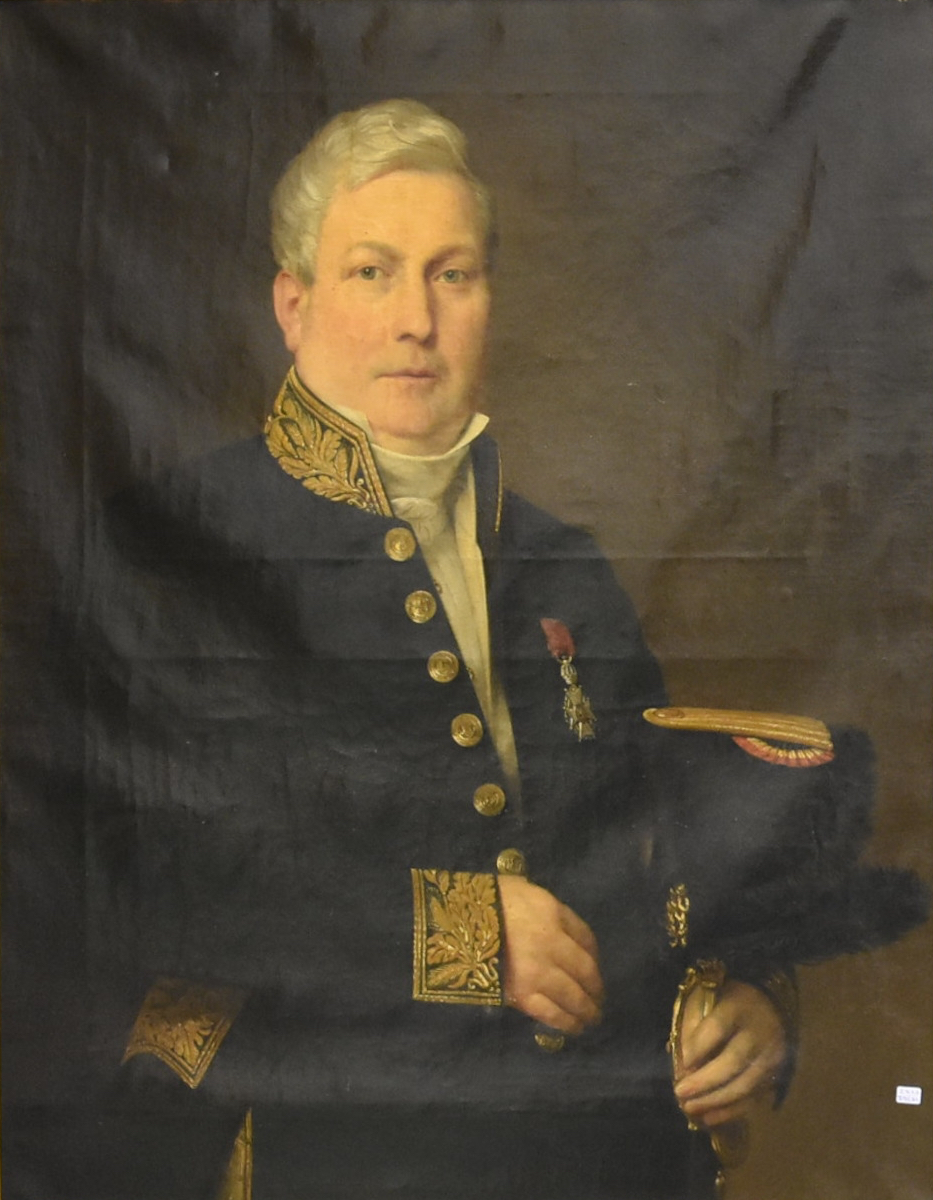
Baron de Rasse de la Faillerie
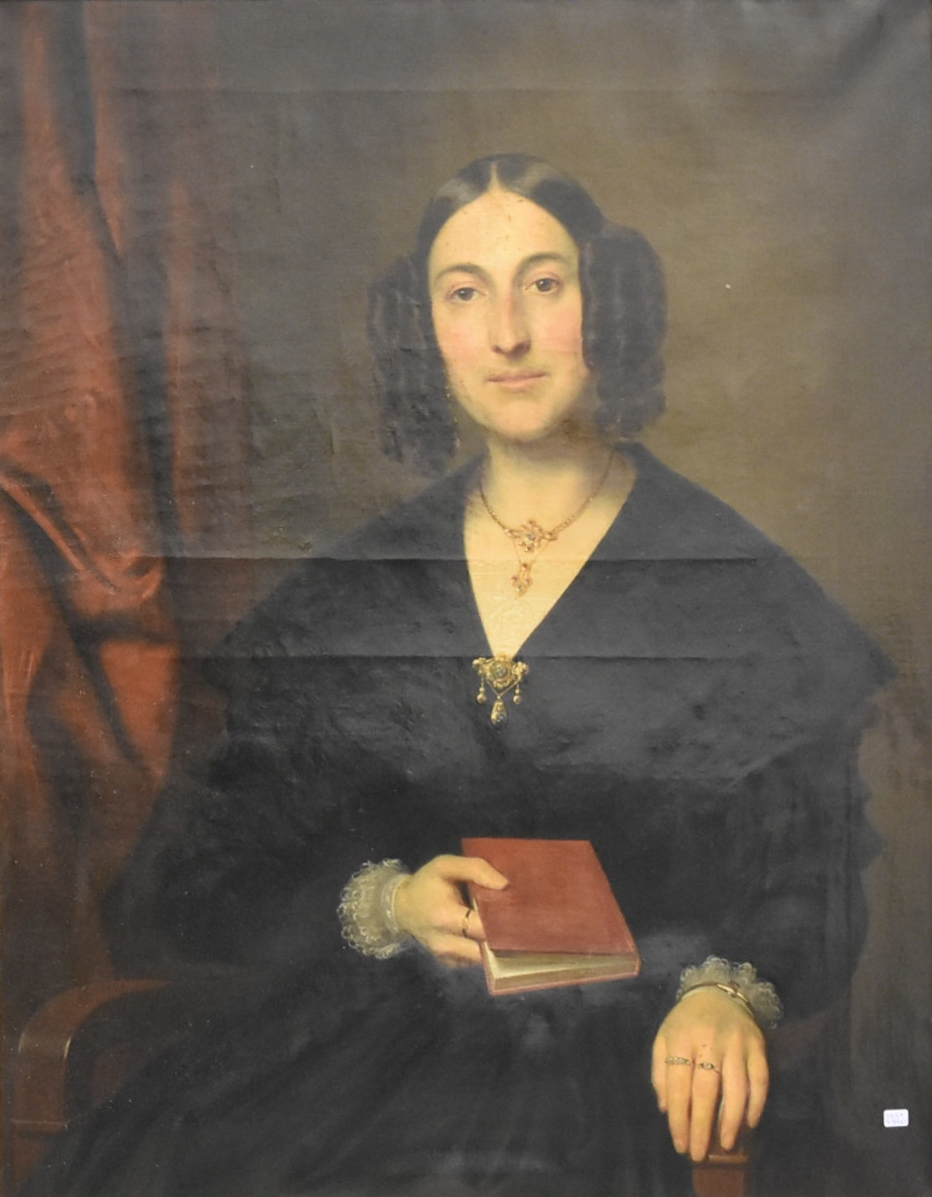
Baronne de Rasse de la Faillerie